# Жаблянски манастир
Жаблянският манастир „Свети Йоан Кръстител“ е разположен под връх Курилово, в Конявска планина и само на 2 km южно от с. Жабляно в местността Вирова градина.
Манастирът представлява комплекс от трикорабна, триапсидна и еднокуполна черква (строена през 1884 г.), жилищни и стопански сгради. Обителта е постоянно действащ, мъжки манастир. 
До него може да се стигне и по горска пътека за около час пеша, като се тръгва от гара Жабляно (вляво, обратно на посоката към селото).

## История
Датата на основаване на манастира не се знае. Той е опустошен по време на османската власт. През 18 век е възобновен, като е създадено килийно училище. Видният педагог и деец на църковно-националните борби монах Аверкий Попстоянов е игумен на обителта от 1879 до 1881 година.
В момента е постоянно действащ манастир към Софийска епархия на Българската православна църква. Манастирът е обявен за паметник на културата.
До 2005 г. манастирът е подчинен на Българската старостилна православна църква.
Подведомствен е на Църквата на истинноправославните християни в Гърция (Синод на Калиник) от 2009 г.
Българската православна църква си връща манастира през 2020 г. , като е извършен ремонт съд средства от фондовете на Европейския съюз. Обновени са храмът, жилищните сгради и пространството около манастира.
През 2021 година на 24 юни - празникът Рождество на Свети Йоан Кръстител (Еньовден), е извършена първата след години архиерейска света литургия от представител на Българската православна църква - службата е възглавена от Белоградчишки епископ Поликарп, викарий на Софийския митрополит и Български патриарх Неофит.
От 2021 година е установена традиция в навечерието на Рождество на Свети Йоан Кръстител (Еньовден) да се извършва всенощно бдение - то започва на 23 юни от 19:00 часа.